# Премия «Золотой глобус» за лучшую женскую роль — мини-сериал или телефильм
Премия «Золотой глобус» за лучшую женскую роль в мини-сериале или телефильме вручается Голливудской ассоциацией иностранной прессы с 1982 года за роли в фильмах, вышедших на экран в год, предшествующий премии. Официальное название категории звучит как «Лучшая игра актрисы в мини-сериале или телефильме». Ниже приведён полный список победителей и номинантов.  Имена победителей выделены отдельным цветом. 

## 1982—1990
| Год  | Церемония | Фотографии лауреатов                                                                             | Лауреаты и номинанты                                              |
| ---- | --------- | ------------------------------------------------------------------------------------------------ | ----------------------------------------------------------------- |
| 1982 | 39-я      |                                                                                                  | • Джейн Сеймур — «К востоку от рая» за роль Кэти Эймс             |
| 1982 | 39-я      | • Джоан Вудворд — «Кризис в Централ-Хай» за роль Элизабет Хаккэби                                |                                                                   |
| 1982 | 39-я      | • Эллен Бёрстин — «Народ против Джин Харрис» за роль Джин Харрис                                 |                                                                   |
| 1982 | 39-я      | • Жаклин Смит — «Жаклин Бувье Кеннеди» за роль Жаклин Кеннеди                                    |                                                                   |
| 1982 | 39-я      | • Гленда Джексон — «История Патриции Нил» за роль Патриции Нил                                   |                                                                   |
| 1983 | 40-я      |                                                                                                  | • Ингрид Бергман — «Женщина по имени Голда» за роль Голды Меир    |
| 1983 | 40-я      | • Ли Ремик — «Письмо» за роль Лесли Кросби                                                       |                                                                   |
| 1983 | 40-я      | • Энн Джиллиан — «Мэй Уэст» за роль Мэй Уэст                                                     |                                                                   |
| 1983 | 40-я      | • Джин Стэплтон — «Элеонора, первая леди мира» за роль Элеоноры Рузвельт                         |                                                                   |
| 1983 | 40-я      | • Кэрол Бёрнетт — «Жизнь партии: История Беатрис» за роль Беатрис О’Райлли                       |                                                                   |
| 1983 | 40-я      | • Люси Гуттеридж — «Маленькая Глория» за роль Глории Морган Вандербилт                           |                                                                   |
| 1984 | 41-я      |                                                                                                  | • Энн-Маргрет — «Кто полюбит моих детей?» за роль Люсиль Фрэй     |
| 1984 | 41-я      | • Блэр Браун — «Кеннеди» за роль Жаклин Кеннеди                                                  |                                                                   |
| 1984 | 41-я      | • Джина Роулендс — «Ребёнок четверга» за роль Виктории Олден                                     |                                                                   |
| 1984 | 41-я      | • Рэйчел Уорд — «Поющие в терновнике» за роль Мэгги Клири О’Нил                                  |                                                                   |
| 1984 | 41-я      | • Сьюзан Блэйкли — «Наступит ли когда-нибудь утро?» за роль Фрэнсис Фармер                       |                                                                   |
| 1985 | 42-я      | • Энн-Маргрет — «Трамвай „Желание“» за роль Бланш Дюбуа                                          |                                                                   |
| 1985 | 42-я      | • Гленда Джексон — «Сахаров» за роль Елены Боннер                                                |                                                                   |
| 1985 | 42-я      | • Джейн Фонда — «Создатель кукол» за роль Герти Невелс                                           |                                                                   |
| 1985 | 42-я      | • Гленн Клоуз — «Кое-что про Амелию» за роль Гейл Беннетт                                        |                                                                   |
| 1985 | 42-я      | • Фэрра Фосетт — «Пылающая кровать» за роль Франсин Хьюз                                         |                                                                   |
| 1986 | 43-я      |                                                                                                  | • Лайза Миннелли — «Время жить» за роль Мэри Лу Вайзман           |
| 1986 | 43-я      | • Джина Роулендс — «Ранний мороз» за роль Кэтрин Пирсон                                          |                                                                   |
| 1986 | 43-я      | • Марло Томас — «Разрешение на зрелость» за роль Тесс Линд                                       |                                                                   |
| 1986 | 43-я      | • Пегги Эшкрофт — «Драгоценность в короне» за роль Барбары Бэтчелор                              |                                                                   |
| 1986 | 43-я      | • Джоан Вудворд — «Помнишь ли нашу любовь?» за роль Барбары Уайатт-Холлис                        |                                                                   |
| 1987 | 44-я      |                                                                                                  | • Лоретта Янг — «Рождественский сочельник» за роль Аманды Кингсли |
| 1987 | 44-я      | • Эми Ирвинг — «Анастасия: Загадка Анны» за роль Анны Андерсон                                   |                                                                   |
| 1987 | 44-я      | • Марло Томас — «Ничей ребёнок» за роль Мари Болтер                                              |                                                                   |
| 1987 | 44-я      | • Ванесса Редгрейв — «Вторая подача» за роль Ричарда Рэдли/Рене Ричардс                          |                                                                   |
| 1987 | 44-я      | • Фэрра Фосетт — «Нацистский охотник: История Беаты Кларсфелд» за роль Беаты Кларсфелд           |                                                                   |
| 1988 | 45-я      |                                                                                                  | • Джина Роулендс — «Двойная жизнь Бетти Форд» за роль Бетти Форд  |
| 1988 | 45-я      | • Ширли Маклейн — «На краю» за роль самой себя                                                   |                                                                   |
| 1988 | 45-я      | • Ракель Уэлч — «Право на смерть» за роль Эмили Бауэр                                            |                                                                   |
| 1988 | 45-я      | • Энн-Маргрет — «Две миссис Гренвилл» за роль Энн Арден Гренвилл                                 |                                                                   |
| 1988 | 45-я      | • Фэрра Фосетт — «Бедная маленькая богачка: История жизни Барбары Хаттон» за роль Барбары Хаттон |                                                                   |
| 1989 | 46-я      |                                                                                                  | • Энн Джиллиан — «История Энн Джиллиан» за роль самой себя        |
| 1989 | 46-я      | • Джобет Уильямс — «Малышка М» за роль Мэрибет Уайтхед                                           |                                                                   |
| 1989 | 46-я      | • Ванесса Редгрейв — «Человек на все времена» за роль Элис Мор                                   |                                                                   |
| 1989 | 46-я      | • Джейн Сеймур — «Война и воспоминание» за роль Натали Генри                                     |                                                                   |
| 1989 | 46-я      | • Джейн Сеймур — «Женщина, которую он любил» за роль Уоллис Симпсон                              |                                                                   |
| 1990 | 47-я      |                                                                                                  | • Кристин Лахти — «Бездомные» за роль Зэн Купер                   |
| 1990 | 47-я      | • Лоретта Янг — «Леди в углу» за роль Грейс Гутри                                                |                                                                   |
| 1990 | 47-я      | • Фэрра Фосетт — «Малые жертвы» за роль Дайан Даунс                                              |                                                                   |
| 1990 | 47-я      | • Холли Хантер — «Роу против Уэйда» за роль Эллен Расселл/Джейн Доу                              |                                                                   |
| 1990 | 47-я      | • Джейн Сеймур — «Война и воспоминание» за роль Натали Генри                                     |                                                                   |

## 1990—1999
| Год  | Церемония | Фотографии лауреатов                                                                   | Лауреаты и номинанты                                                      |
| ---- | --------- | -------------------------------------------------------------------------------------- | ------------------------------------------------------------------------- |
| 1991 | 48-я      |                                                                                        | • Барбара Херши — «Убийство в маленьком городе» за роль Кэнди Моррисон    |
| 1991 | 48-я      | • Аннетт О’Тул — «Кеннеди из Массачусетса» за роль Роуз Кеннеди                        |                                                                           |
| 1991 | 48-я      | • Сюзанн Плешетт — «Леона Хелмсли: Царица скупости» за роль Леоны Хелмсли              |                                                                           |
| 1991 | 48-я      | • Лесли Энн Уоррен — «Семья шпионов» за роль Барбары Уокер                             |                                                                           |
| 1991 | 48-я      | • Стефани Цимбалист — «Кэролайн?» за роль Кэролайн                                     |                                                                           |
| 1992 | 49-я      |                                                                                        | • Джуди Дэвис — «Один против ветра» за роль Мэри Линделл                  |
| 1992 | 49-я      | • Джессика Тэнди — «Леди — Сказка» за роль Грейс Маккуин                               |                                                                           |
| 1992 | 49-я      | • Линн Уитфилд — «История Жозефины Бейкер» за роль Жозефины Бейкер                     |                                                                           |
| 1992 | 49-я      | • Салли Кёркленд — «Дом призраков» за роль Джанет Смёрл                                |                                                                           |
| 1992 | 49-я      | • Гленн Клоуз — «Сара, высокая и простая женщина» за роль Сары Уиттинг                 |                                                                           |
| 1993 | 50-я      |                                                                                        | • Лора Дерн — «Форсаж» за роль Джанет Хардювел                            |
| 1993 | 50-я      | • Джессика Лэнг — «О, пионеры!» за роль Александры Бергсон                             |                                                                           |
| 1993 | 50-я      | • Кира Седжвик — «Мисс Роуз Уайт» за роль Рейзель Вайс/Роуз Уайт                       |                                                                           |
| 1993 | 50-я      | • Кэтрин Хепбёрн — «Мужчина этажом выше» за роль Виктории Браун                        |                                                                           |
| 1993 | 50-я      | • Дрю Бэрримор — «Без ума от оружия» за роль Аниты Минтер                              |                                                                           |
| 1994 | 51-я      |                                                                                        | • Бетт Мидлер — «Цыганка» за роль Мамы Роуз                               |
| 1994 | 51-я      | • Холли Хантер — «Убийца предводителя» за роль Ванды Холлоуэй                          |                                                                           |
| 1994 | 51-я      | • Фэй Данауэй — «Коломбо: Всё поставлено на карту» за роль Лорен Стэйтон               |                                                                           |
| 1994 | 51-я      | • Анжелика Хьюстон — «Театр воспоминаний» за роль Лэйни Эберлин                        |                                                                           |
| 1994 | 51-я      | • Хелена Бонэм Картер — «Роковая ложь: Миссис Ли Харви Освальд» за роль Марины Освальд |                                                                           |
| 1995 | 52-я      |                                                                                        | • Джоан Вудворд — «Уроки дыхания» за роль Мэгги Моран                     |
| 1995 | 52-я      | • Дайана Росс — «Из темноты» за роль Поли Купер                                        |                                                                           |
| 1995 | 52-я      | • Кёрсти Элли — «Мать Дэвида» за роль Салли Гудсон                                     |                                                                           |
| 1995 | 52-я      | • Ирен Бедард — «Женщина племени лакота» за роль Мэри Крау Дог                         |                                                                           |
| 1995 | 52-я      | • Дайан Китон — «Последний перелёт» за роль Амелии Эрхарт                              |                                                                           |
| 1996 | 53-я      |                                                                                        | • Джессика Лэнг — «Трамвай „Желание“» за роль Бланш Дюбуа                 |
| 1996 | 53-я      | • Гленн Клоуз — «Молчи и служи» за роль полковника Маргарет Каммермейер                |                                                                           |
| 1996 | 53-я      | • Джейми Ли Кёртис — «Хроники из жизни Хайди» за роль Хайди Холланд                    |                                                                           |
| 1996 | 53-я      | • Салли Филд — «Секрет успеха» за роль Бесс Олкотт Стид Гарнер                         |                                                                           |
| 1996 | 53-я      | • Линда Хэмилтон — «Материнская молитва» за роль Розмари Холмстром                     |                                                                           |
| 1997 | 54-я      |                                                                                        | • Хелен Миррен — «Теряя Чейз» за роль Чейз Филлипс                        |
| 1997 | 54-я      | • Эшли Джадд — «Норма Джин и Мэрилин» за роль Нормы Джин Бейкер                        |                                                                           |
| 1997 | 54-я      | • Деми Мур — «Если бы стены могли говорить» за роль Клэр Доннелли                      |                                                                           |
| 1997 | 54-я      | • Мира Сорвино — «Норма Джин и Мэрилин» за роль Мэрилин Монро                          |                                                                           |
| 1997 | 54-я      | • Изабелла Росселлини — «Преступление века» за роль Анны Гауптманн                     |                                                                           |
| 1998 | 55-я      |                                                                                        | • Элфри Вудард — «Дети мисс Эверс» за роль Юнис Эверс                     |
| 1998 | 55-я      | • Мерил Стрип — «Первый не навредит» за роль Лори Рэймюллер                            |                                                                           |
| 1998 | 55-я      | • Эллен Баркин — «Разбитые сердца» за роль Глори Мари Джексон                          |                                                                           |
| 1998 | 55-я      | • Ванесса Редгрейв — «Крёстная мать» за роль Грациэллы Лучано                          |                                                                           |
| 1998 | 55-я      | • Джена Мэлоун — «Надежда» за роль Лилли Кейт Бёрнс                                    |                                                                           |
| 1999 | 56-я      |                                                                                        | • Анджелина Джоли — «Джиа» за роль Джии Каранджи                          |
| 1999 | 56-я      | • Стокард Чэннинг — «Детский танец» за роль Рэйчел Лакмен                              |                                                                           |
| 1999 | 56-я      | • Энн-Маргрет — «История Памелы Хэрримэн» за роль Памелы Хэрримэн                      |                                                                           |
| 1999 | 56-я      | • Лора Дерн — «Детский танец» за роль Ванды Лефов                                      |                                                                           |
| 1999 | 56-я      | • Миранда Ричардсон — «Великий Мерлин» за роль королевы Маб                            |                                                                           |
| 2000 | 57-я      |                                                                                        | • Хэлли Берри — «Познакомьтесь с Дороти Дэндридж» за роль Дороти Дэндридж |
| 2000 | 57-я      | • Лили Собески — «Жанна д’Арк» за роль Жанны д’Арк                                     |                                                                           |
| 2000 | 57-я      | • Джуди Дэвис — «Дэш и Лилли» за роль Лилиан Хеллман                                   |                                                                           |
| 2000 | 57-я      | • Хелен Миррен — «Тайная страсть Айн Рэнд» за роль Айн Рэнд                            |                                                                           |
| 2000 | 57-я      | • Миа Фэрроу — «Не забывай меня» за роль Дайан Макгоуин                                |                                                                           |

## 2001—2010
| Год  | Церемония | Фотографии лауреатов                                                     | Лауреаты и номинанты                                                                           |
| ---- | --------- | ------------------------------------------------------------------------ | ---------------------------------------------------------------------------------------------- |
| 2001 | 58-я      |                                                                          | • Джуди Денч — «Последняя из блондинок-красоток» за роль Элизабет Харман                       |
| 2001 | 58-я      | • Элфри Вудард — «Праздник сердца» за роль Ванды                         |                                                                                                |
| 2001 | 58-я      | • Холли Хантер — «Война округа Харлан» за роль Руби Кинкейд              |                                                                                                |
| 2001 | 58-я      | • Кристин Лахти — «Американская дочь» за роль Лиссы Дент Хьюз            |                                                                                                |
| 2001 | 58-я      | • Фрэнсис О’Коннор — «Госпожа Бовари» за роль Эммы Бовари                |                                                                                                |
| 2001 | 58-я      | • Рэйчел Уорд — «На последнем берегу» за роль Мойры Дэвидсон             |                                                                                                |
| 2002 | 59-я      |                                                                          | • Джуди Дэвис — «Жизнь с Джуди Гарленд» за роль Джуди Гарленд                                  |
| 2002 | 59-я      | • Эмма Томпсон — «Эпилог» за роль Вивиан Беаринг                         |                                                                                                |
| 2002 | 59-я      | • Джулианна Маргулис — «Туманы Авалона» за роль Морганы                  |                                                                                                |
| 2002 | 59-я      | • Лили Собески — «Восстание» за роль Тоси Альтман                        |                                                                                                |
| 2002 | 59-я      | • Ханна Тейлор-Гордон — «Анна Франк» за роль Анны Франк                  |                                                                                                |
| 2002 | 59-я      | • Бриджит Фонда — «Необычный ребёнок» за роль Линды Синклэр              |                                                                                                |
| 2003 | 60-я      |                                                                          | • Ума Турман — «Истерическая слепота» за роль Дебби Миллер                                     |
| 2003 | 60-я      | • Хелен Миррен — «Дверь в дверь» за роль миссис Портер                   |                                                                                                |
| 2003 | 60-я      | • Ванесса Редгрейв — «Черчилль» за роль Клементины Черчилль              |                                                                                                |
| 2003 | 60-я      | • Ширли Маклейн — «Битва Мэри Кэй» за роль Мэри Кэй Эш                   |                                                                                                |
| 2003 | 60-я      | • Хелена Бонэм Картер — «Прямой эфир из Багдада» за роль Ингрид Форманек |                                                                                                |
| 2004 | 61-я      |                                                                          | • Мерил Стрип — «Ангелы в Америке» за роль Ханны Питт/Этель Розенберг/Раввина/Ангела Австралии |
| 2004 | 61-я      | • Джуди Дэвис — «Рейганы» за роль Нэнси Рейган                           |                                                                                                |
| 2004 | 61-я      | • Джессика Лэнг — «Нормальный» за роль Ирмы Эпплвуд                      |                                                                                                |
| 2004 | 61-я      | • Мэгги Смит — «Мой дом в Умбрии» за роль Эмили Делаханти                |                                                                                                |
| 2004 | 61-я      | • Хелен Миррен — «Римская весна миссис Стоун» за роль Карен Стоун        |                                                                                                |
| 2005 | 62-я      |                                                                          | • Гленн Клоуз — «Лев зимой» за роль королевы Алиеноры Аквитанской                              |
| 2005 | 62-я      | • Блайт Даннер — «Когда мы были взрослыми» за роль Ребекки Холмс Дэвич   |                                                                                                |
| 2005 | 62-я      | • Джулианна Маргулис — «Сеть» за роль Марен Джексон                      |                                                                                                |
| 2005 | 62-я      | • Миранда Ричардсон — «Потерянный принц» за роль королевы Марии Текской  |                                                                                                |
| 2005 | 62-я      | • Хилари Суонк — «Ангелы с железными зубами» за роль Элис Пол            |                                                                                                |
| 2006 | 63-я      |                                                                          | • Эпата Меркерсон — «Лакаванна Блюз» за роль Рэйчел Кросби                                     |
| 2006 | 63-я      | • Хэлли Берри — «Их глаза видели Бога» за роль Джейни Кроуфорд           |                                                                                                |
| 2006 | 63-я      | • Келли Макдональд — «Девушка из кафе» за роль Джины                     |                                                                                                |
| 2006 | 63-я      | • Синтия Никсон — «Тёплые источники» за роль Элеоноры Рузвельт           |                                                                                                |
| 2006 | 63-я      | • Мира Сорвино — «Живой товар» за роль Кати Морозовой                    |                                                                                                |
| 2007 | 64-я      |                                                                          | • Хелен Миррен — «Елизавета I» за роль королевы Англии Елизаветы I                             |
| 2007 | 64-я      | • Джиллиан Андерсон — «Холодный дом» за роль леди Дедлок                 |                                                                                                |
| 2007 | 64-я      | • Аннетт Бенинг — «Миссис Харрис» за роль Джин Харрис                    |                                                                                                |
| 2007 | 64-я      | • Хелен Миррен — «Главный подозреваемый» за роль Джейн Теннисон          |                                                                                                |
| 2007 | 64-я      | • Софи Оконедо — «Цунами» за роль Сьюзи Картер                           |                                                                                                |
| 2008 | 65-я      |                                                                          | • Куин Латифа — «Жизнеобеспечение» за роль Аны Уолас                                           |
| 2008 | 65-я      | • Дебра Мессинг — «Развод по-голливудски» за роль Молли Каган            |                                                                                                |
| 2008 | 65-я      | • Сисси Спейсек — «Картинки Холлис Вудс» за роль Джози Кэхилл            |                                                                                                |
| 2008 | 65-я      | • Рут Уилсон — «Джейн Эйр» за роль Джейн Эйр                             |                                                                                                |
| 2008 | 65-я      | • Брайс Даллас Ховард — «Как вам это понравится» за роль Розалинды       |                                                                                                |
| 2009 | 66-я      |                                                                          | • Лора Линни — «Джон Адамс» за роль Эбигейл Адамс                                              |
| 2009 | 66-я      | • Джуди Денч — «Крэнфорд» за роль Матильды Дженкинс                      |                                                                                                |
| 2009 | 66-я      | • Кэтрин Кинер — «Американское преступление» за роль Гертруды Банишевски |                                                                                                |
| 2009 | 66-я      | • Ширли Маклейн — «Коко Шанель» за роль Коко Шанель                      |                                                                                                |
| 2009 | 66-я      | • Сьюзан Сарандон — «Бернард и Дорис» за роль Дорис Дьюк                 |                                                                                                |
| 2010 | 67-я      |                                                                          | • Дрю Бэрримор — «Серые сады» за роль Малышки Эди                                              |
| 2010 | 67-я      | • Джоан Аллен — «Джорджия О’Кифф» за роль Джорджии О’Кифф                |                                                                                                |
| 2010 | 67-я      | • Джессика Лэнг — «Серые сады» за роль Большой Эди                       |                                                                                                |
| 2010 | 67-я      | • Анна Пэкуин — «Храброе сердце Ирены Сендлер» за роль Ирены Сендлер     |                                                                                                |
| 2010 | 67-я      | • Сигурни Уивер — «Молитвы за Бобби» за роль Мэри Гриффитс               |                                                                                                |

## 2011—2020
| Год  | Церемония | Фотографии лауреатов                                                                 | Лауреаты и номинанты                                                                                   |
| ---- | --------- | ------------------------------------------------------------------------------------ | --- |
| 2011 | 68-я      |                                                                                      | • Клэр Дэйнс — «Тэмпл Грандин» за роль Тэмпл Грандин                                                   |
| 2011 | 68-я      | • Ромола Гараи — «Эмма» за роль Эммы Вудхаус                                         | |
| 2011 | 68-я      | • Джуди Денч — «Возвращение в Крэнфорд» за роль Матильды Дженкинс                    | |
| 2011 | 68-я      | • Дженнифер Лав Хьюит — «Список клиентов» за роль Саманты Хортон                     | |
| 2011 | 68-я      | • Хэйли Этвелл — «Столпы Земли» за роль Альены                                       | |
| 2012 | 69-я      |                                                                                      | • Кейт Уинслет — «Милдред Пирс» за роль Милдред Пирс                                                   |
| 2012 | 69-я      | • Ромола Гараи — «Час» за роль Бел Роули                                             | |
| 2012 | 69-я      | • Дайан Лейн — «Правдивое кино» за роль Пэт Лауд                                     | |
| 2012 | 69-я      | • Элизабет Макговерн — «Аббатство Даунтон» за роль Коры, графини Грэнтэм             | |
| 2012 | 69-я      | • Эмили Уотсон — «Попечитель» за роль Дженет Лич                                     | |
| 2013 | 70-я      |                                                                                      | • Джулианна Мур — «Игра изменилась» за роль Сары Пэйлин                                                |
| 2013 | 70-я      | • Николь Кидман — «Хемингуэй и Геллхорн» за роль Марты Геллхорн                      | |
| 2013 | 70-я      | • Джессика Лэнг — «Американская история ужасов: Психушка» за роль сестры Джуд Мартин | |
| 2013 | 70-я      | • Сиенна Миллер — «Девушка» за роль Типпи Хедрен                                     | |
| 2013 | 70-я      | • Сигурни Уивер — «Политические животные» за роль Элейн Бэрриш                       | |
| 2014 | 71-я      |                                                                                      | • Элизабет Мосс — «Вершина озера» за роль Робин Гриффин                                                |
| 2014 | 71-я      | • Хелена Бонэм Картер — «Бёртон и Тейлор» за роль Элизабет Тейлор                    | |
| 2014 | 71-я      | • Джессика Лэнг — «Американская история ужасов: Шабаш» за роль Фионы Гуд             | |
| 2014 | 71-я      | • Хелен Миррен — «Фил Спектор» за роль Линды Кенни-Баден                             | |
| 2014 | 71-я      | • Ребекка Фергюсон — «Белая королева» за роль Елизаветы Вудвилл                      | |
| 2015 | 72-я      |                                                                                      | • Мэгги Джилленхол — «Благородная женщина» за роль Нессы Штейн                                         |
| 2015 | 72-я      | • Джессика Лэнг — «Американская история ужасов: Фрик-шоу» за роль Эльзы Марс         | |
| 2015 | 72-я      | • Фрэнсис Макдорманд — «Что знает Оливия?» за роль Оливии Киттеридж                  | |
| 2015 | 72-я      | • Фрэнсис О’Коннор — «Пропавший без вести» за роль Эмили Хьюз                        | |
| 2015 | 72-я      | • Эллисон Толман — «Фарго» за роль заместителя шерифа Молли Солверсон                | |
| 2016 | 73-я      |                                                                                      | • Леди Гага — «Американская история ужасов: Отель» за роль графини Элизабет Джонсон                    |
| 2016 | 73-я      | • Кирстен Данст — «Фарго» за роль Пегги Бломквист                                    | |
| 2016 | 73-я      | • Куин Латифа — «Бесси» за роль Бесси Смит                                           | |
| 2016 | 73-я      | • Фелисити Хаффман — «Американское преступление» за роль Барб Хэнлон                 | |
| 2016 | 73-я      | • Сара Хей — «Плоть и кости» за роль Клэр Роббинс                                    | |
| 2017 | 74-я      |                                                                                      | • Сара Полсон — «Народ против О. Джея Симпсона: Американская история преступлений» за роль Марши Кларк |
| 2017 | 74-я      | • Керри Вашингтон — «Слушание» за роль Аниты Хилл                                    | |
| 2017 | 74-я      | • Райли Кио — «Девушка по вызову» за роль Кристины Рид                               | |
| 2017 | 74-я      | • Шарлотта Рэмплинг — «Лондонский шпион» за роль Фрэнсис Тёрнер                      | |
| 2017 | 74-я      | • Фелисити Хаффман — «Американское преступление» за роль Лесли Грэм                  | |
| 2018 | 75-я      |                                                                                      | • Николь Кидман — «Большая маленькая ложь» за роль Селесты Райт                                        |
| 2018 | 75-я      | • Джессика Бил — «Грешница» за роль Коры Танетти                                     | |
| 2018 | 75-я      | • Джессика Лэнг — «Вражда: Бетт и Джоан» за роль Джоан Кроуфорд                      | |
| 2018 | 75-я      | • Сьюзан Сарандон — «Вражда: Бетт и Джоан» за роль Бетт Дейвис                       | |
| 2018 | 75-я      | • Риз Уизерспун — «Большая маленькая ложь» за роль Мадлен Марты Маккензи             | |
| 2019 | 76-я      |                                                                                      | • Патрисия Аркетт — «Побег из тюрьмы Даннемора» за роль Тилли Митчелл                                  |
| 2019 | 76-я      | • Эми Адамс — «Острые предметы» за роль Камиллы Прикер                               | |
| 2019 | 76-я      | • Конни Бриттон — «Грязный Джон» за роль Дебры Ньюэлл                                | |
| 2019 | 76-я      | • Лора Дерн — «Рассказ» за роль Дженнифер Фокс                                       | |
| 2019 | 76-я      | • Реджина Кинг — «Семь секунд» за роль Латрис Батлер                                 | |
| 2020 | 77-я      |                                                                                      | • Мишель Уильямс — «Фосси/Вердон» за роль Гвен Вердон                                                  |
| 2020 | 77-я      | • Кейтлин Дивер — «Невероятное» за роль Мари Адлер                                   | |
| 2020 | 77-я      | • Джоуи Кинг — «Притворство» за роль Джипси Роуз Бланшар                             | |
| 2020 | 77-я      | • Хелен Миррен — «Екатерина Великая» за роль Екатерины Великой                       | |
| 2020 | 77-я      | • Мерритт Уивер — «Невероятное» за роль детектива Карен Дюваль                       | |

## 2021—2025
| Год  | Церемония | Фотографии лауреатов                                                      | Лауреаты и номинанты                                            |
| ---- | --------- | ------------------------------------------------------------------------- | --------------------------------------------------------------- |
| 2021 | 78-я      |                                                                           | • Аня Тейлор-Джой — «Ход королевы» за роль Бет Хармон           |
| 2021 | 78-я      | • Кейт Бланшетт — «Миссис Америка» за роль Филлис Шлэфли                  |                                                                 |
| 2021 | 78-я      | • Николь Кидман — «Отыграть назад» за роль Грейс Фрейзер                  |                                                                 |
| 2021 | 78-я      | • Шира Хаас — «Неортодоксальная» за роль Эстер «Эсти» Шапиро              |                                                                 |
| 2021 | 78-я      | • Дейзи Эдгар-Джонс — «Нормальные люди» за роль Марианны Шеридан          |                                                                 |
| 2022 | 79-я      |                                                                           | • Кейт Уинслет — «Мейр из Исттауна» за роль Мэрианн «Мейр» Шиэн |
| 2022 | 79-я      | • Маргарет Куэлли — «Уборщица. История матери-одиночки» за роль Алекс     |                                                                 |
| 2022 | 79-я      | • Элизабет Олсен — «Ванда/Вижн» за роль Ванды Максимофф / Алой Ведьмы     |                                                                 |
| 2022 | 79-я      | • Джессика Честейн — «Сцены из супружеской жизни» за роль Майры Филлипс   |                                                                 |
| 2022 | 79-я      | • Синтия Эриво — «Гений» за роль Ареты Франклин                           |                                                                 |
| 2023 | 80-я      |                                                                           | • Аманда Сейфрид — «Выбывшая» за роль Элизабет Холмс            |
| 2023 | 80-я      | • Джулия Гарнер — «Изобретая Анну» за роль Анны Делви                     |                                                                 |
| 2023 | 80-я      | • Лили Джеймс — «Пэм и Томми» за роль Памелы Андерсон                     |                                                                 |
| 2023 | 80-я      | • Джулия Робертс — «Газлит» за роль Марты Митчелл                         |                                                                 |
| 2023 | 80-я      | • Джессика Честейн — «Джордж и Тэмми» за роль Тэмми Уайнетт               |                                                                 |
| 2024 | 81-я      |                                                                           | • Эли Вонг — «Грызня» за роль Эми Лау                           |
| 2024 | 81-я      | • Рэйчел Вайс — «Связанные насмерть» за роль Эллиот Мэнтл/Беверли Мэнтл   |                                                                 |
| 2024 | 81-я      | • Райли Кио — «Дейзи Джонс и The Six» за роль Дейзи Джонс                 |                                                                 |
| 2024 | 81-я      | • Бри Ларсон — «Уроки химии» за роль Элизабет Зотт                        |                                                                 |
| 2024 | 81-я      | • Элизабет Олсен — «Любовь и смерть» за роль Кэнди Монтгомери             |                                                                 |
| 2024 | 81-я      | • Джуно Темпл — «Фарго» за роль Дороти «Дот» Лион                         |                                                                 |
| 2025 | 82-я      |                                                                           | • Джоди Фостер — «Настоящий детектив» за роль Лиз Дэнверс       |
| 2025 | 82-я      | • Кейт Бланшетт — «Все совпадения неслучайны» за роль Кэтрин Рейвенскрофт |                                                                 |
| 2025 | 82-я      | • София Вергара — «Грисельда» за роль Грисельды Бланко                    |                                                                 |
| 2025 | 82-я      | • Кристин Милиоти — «Пингвин» за роль Софии Фальконе                      |                                                                 |
| 2025 | 82-я      | • Кейт Уинслет — «Режим» за роль Елены Вернэм                             |                                                                 |
| 2025 | 82-я      | • Наоми Уоттс — «Вражда: Капоте против лебедей» за роль Бэйб Пейли        |                                                                 |